# Битва на реке Листани
Битва на реке Листани — сражение, состоявшееся зимой 1443/1444 годов. Московское войско великого князя Василия II, подкреплённое мордвой и рязанскими казаками, уничтожило татарское войско ордынского царевича Мустафы. Битва на Листани является первым упоминанием казачества в источниках.
За некоторое время до битвы царевич Мустафа с татарским войском приходил из Большой Орды на рязанские земли. Опустошив часть Рязанского княжества, он захватил огромный полон, который впоследствии позволил рязанцам выкупить. Затем, из-за чрезвычайно морозной и голодной зимы в степи, Мустафа неожиданно попросил дать ему и его людям перезимовать в Рязани. Рязанцы согласились на это, вероятно, в обмен на какие-то уступки с его стороны. Однако московский князь Василий II, узнав о бедственном положении татар, выслал против них войско во главе с воеводами Василием Оболенским и Андреем Голтяевым. Не желая портить отношения с великим князем, рязанцы велели татарам покинуть город. Татары были вынуждены встретить войско Василия II в заснеженном поле на берегу речки Листани, в 10 вёрстах от Рязани. Татарское войско было весьма потрёпанным. У них почти не осталось лошадей и им пришлось сражаться в непривычном для них пешем строю, среди глубоких сугробов. Летописец также отмечает их физическую изнемождённость, а «луки их и стрелы ни во что же быша».
Зная о состоянии татарского войска, московские воеводы с учётом погодных условий поставили своих воинов на лыжи и вооружили их дубинами, топорами и рогатинами. Вместе с русскими за великого князя сражалась мордва на лыжах с сулицами (короткими копьями), а также рязанские казаки, у которых помимо лыж и сулиц были ещё и сабли. В результате боя, в котором татары упорно оборонялись, они были истреблены почти поголовно. Погиб и царевич Мустафа. Москвичи в битве на Листани потеряли одного из своих воевод Илью Ивановича Лыкова.
«И воеводы сошлись с царевичем под городом Резань. И был им с царевичем бой и на том бою царевича Мустофу убили и князя Охмата да мурзу Азербея Мишированова сына и иных многих князей и мурз и татар побили. И великоко князя воеводу василия Лыкова на том бою убили…» В рукописи академии наук № 43 окончание варируется: «… и на том бою царевича Мустофу убили и князя их Матада Мурзу и князя Бердея Месщеринова сына..»
В сентябре 1444 года, мстя за Мустафу, татары совершили набеги на мордву и рязанское пограничье. Активизировался отец Мустафы хан Улу-Мухаммед, который осадил Муром. В следующем году посланные им сыновья Мамутяк и Якуб нанесли Василию II разгромное поражение в битве под Суздалем.